# Тастобе (Жетысуская область)
Тастобе (каз. Тастөбе) — село в Каратальском районе Жетысуской области Казахстана. Административный центр Тастобинского сельского округа. Находится примерно в 22 км к югу от города Уштобе, административного центра района. Код КАТО — 195053100.

## Население
В 1999 году население села составляло 984 человека (497 мужчин и 487 женщин). По данным переписи 2009 года, в селе проживало 917 человек (481 мужчин и 436 женщин).